# Arrothia gueneianum
Arrothia gueneianum là một loài bướm đêm trong họ Noctuidae.